# ヴァレンティノ・ガラヴァーニ

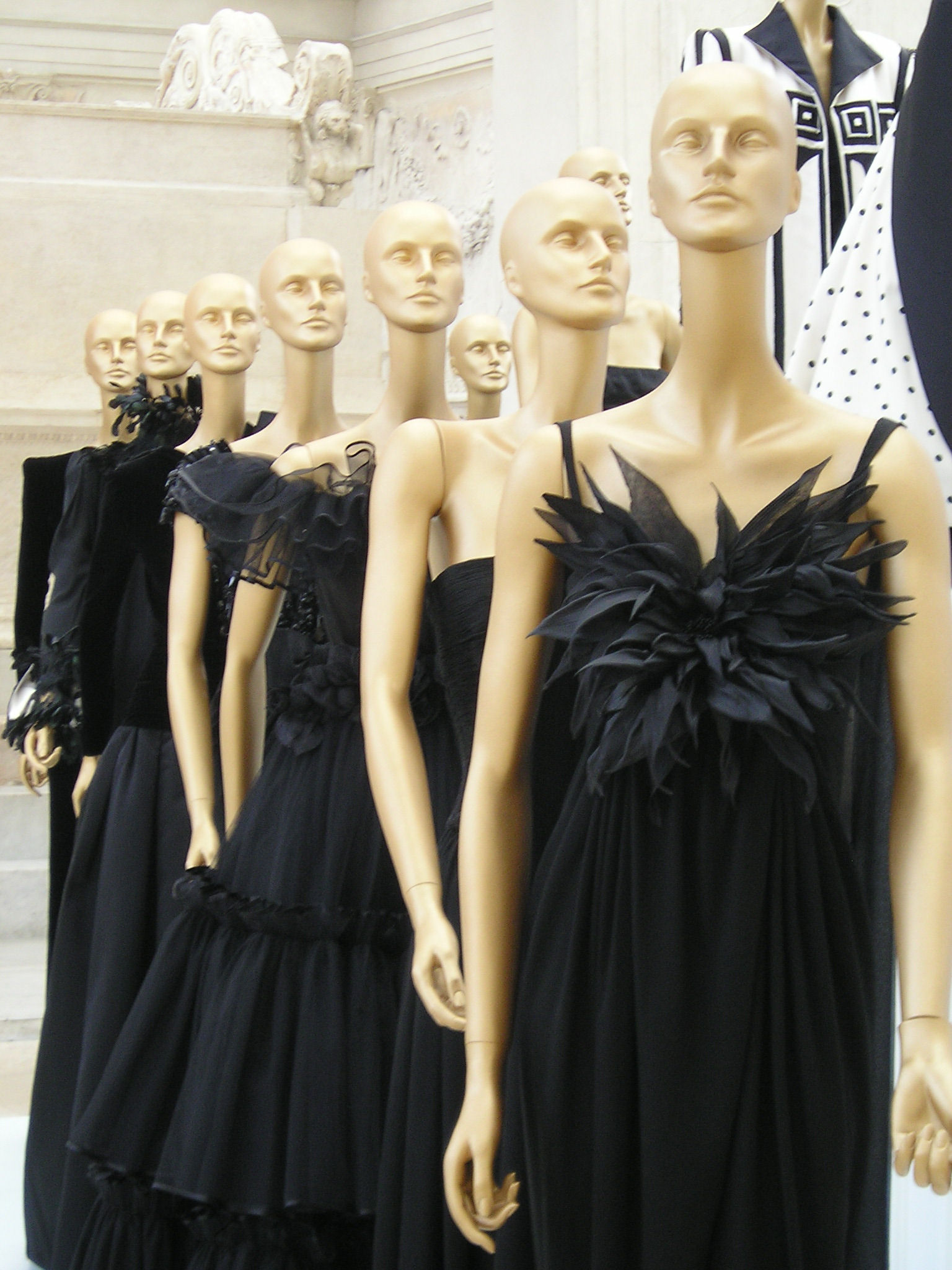
ローマのアラパシス美術館に展示されているヴァレンティノがデザインした黒ドレス

ヴァレンティノ・ガラヴァーニ（イタリア語: Valentino Garavani、1932年5月11日 - ）は、イタリアの元ファッションデザイナーであり、ファッションブランド「ヴァレンティノ」の創業者でもある。

## 来歴
イタリアのヴォゲーラで生まれた。彼の母親は、イタリアの俳優であるルドルフ・ヴァレンティノにちなんで彼に名前を付けた。
パリのエコール・デ・ボザールで学ぶ。1960年、ヴァレンティノはパリを離れ、父親と彼の仲間の支援を得てローマの高級なコンドッティ通りにファッションハウスをオープンした。それがヴァレンティノの始まりだった。
ヴァレンティノは明るい色合いの赤いドレスをデザインし、ファッション業界で「ヴァレンティーノレッド」として知られるようになった。
2006年、映画『プラダを着た悪魔』にカメオ出演した。
2008年1月、ファッションデザイナーとしての引退を発表。
引退後でも彼の創業したファッションブランドは人気を博している。

## 主な功績
- 2006年7月6日 フランスのジャック・シラク大統領からレジオンドヌール勲章を授与。
- 2008年1月24日 パリ市勲章を授与。
- 2011年9月7日 アメリカのファッション工科大学博物館第6回ファッションクチュールカウンシル賞を受賞。